# Karkaudsch
Koordinaten: 12° 56′ N, 34° 1′ O
Karkaudsch (arabisch كركوج), dialektal Karkōdsch, alternative Schreibweisen: Karkoj, Karkug, Karkdug oder Karkawj; ist eine Stadt im Süden des Sudan.

## Lage
Karkaudsch liegt im sudanesischen Bundesstaat Sannar, rund 350 Kilometer südlich von Khartum, am östlichen Ufer des Blauen Nil. Der Ort Dinder an der Zufahrt zum Dinder-Nationalpark liegt rund 40 Kilometer nördlich.

## Bevölkerung
Die Stadt hat 12.260 Einwohner (Berechnung 2010).
Bevölkerungsentwicklung:
| Jahr              | Einwohner |
| ----------------- | --------- |
| 1973 (Zensus)     | 4.079     |
| 1983 (Zensus)     | 7.807     |
| 2010 (Berechnung) | 12.260    |

## Söhne und Töchter der Stadt
- Raschid Bakr, Ministerpräsident Sudans von 1976 bis 1977